# 中山卓
中山 卓（なかやま たく）は日本の漫画家、漫画作画チームリーダー。Cygamesが運営するマンガ配信サービス・サイコミの作画チームリーダー。かつては中山かつみとして漫画作品を発表していた。

## 略歴
「GREED-強欲の卵-」でデビュー。プロ20年目のとき、担当編集者がCygamesに入社し漫画事業部を立ち上げ。この時作が担当として勧誘され入社する。Cygamesでは集団による漫画作りを推進し、作画チーフとして「ウマ娘 プリティーダービー -ハルウララがんばる！」ではネームを担当。
以後、スタッフのスケジュール管理、担当割りなどマネジメントを中心に活動。「グランブルーファンタジー」（原作：Cygames、コンテ：楓月誠、作画：COCHO）「SHADOWVERSE ありさデュエルバース」（原作：Cygames、作画：邪武丸）も手がける。

## 作品一覧

### 単行本刊行
- GREED-強欲の卵- - TECH GIAN（エンターブレイン）連載、単巻
- Cynical orange（FOX出版）単巻
- えりか - コミックガム（ワニブックス）連載、単巻
- おいてけぼりの錬金術師 - 原作：てぃる、がうがうモンスター（双葉社）連載、既刊3巻　※中山かつみ 名義

### 単行本未刊行
- アニマフォーゼ - 原案：こんのひろし、コミックRUSH連載、完結
- DEEP BLUE AGE. - 萌寄（FOX出版）連載、掲載誌休刊に伴い連載終了
- てんしのたまご。 - まんがタイムきららキャラット（芳文社）連載、完結
- くるくるコンチェルト - まんがタイムきららキャラット（芳文社）連載、完結
- 姫に序盤で倒される最弱魔王に転生したけど、何でもアリの万能通貨で無双します - 原作：架神恭介、セキモト、ebookjapan（LINE Digital Frontier）連載、連載中断により未完　※中山かつみ 名義

### 読み切り
- まねーすぱいらる! - まんがタイムきららフォワードVol.3（2006/11/24）